# Rein Saluri
Rein Saluri (* 22. September 1939 in Tammiku, Rakke, Lääne-Virumaa; † 13. Oktober 2023) war ein estnischer Schriftsteller und Dramatiker.

## Leben
Rein Saluri besuchte zunächst die Volksschule in Tammiku, wurde dann aber mit seiner Familie nach Sibirien deportiert. Von 1946 bis 1951 lebte er in Tobolsk. Nach seiner Rückkehr ging er in Otepää und Tartu zur Schule und macht 1959 Abitur. Von 1959 bis 1964 studierte er an der Universität Tartu Biologie. Nach seinem Abschluss war er zwei Jahre in Leningrad Aspirant, verließ danach aber die Wissenschaft und widmete sich dem Theater und der Literatur.
Von 1967 bis 1971 war er in der Redaktion verschiedener Zeitschriften tätig. Von 1972 bis 1975 wirkte er als literarischer Redakteur am Tallinner Dramatheater, von 1977 bis 1982 arbeitete er in der Redaktion von Looming, anschließend war er zwei Jahre Sekretär des Estnischen Schriftstellerverbandes. Danach lebte er freiberuflich in Tallinn.

## Literarisches Werk
Saluri debütierte Ende der 1950er-Jahre in einem Schulalmanach und in Zeitungen; sein erstes Buch erschien erst 1972. Von da an veröffentlichte er kontinuierlich Kurzprosa und Bühnenwerke und in beiden Genres Bedeutung für die estnische Nachrkriegsliteratur erlangte.
Kennzeichnend für seine Texte sind eine reichhaltige Sprache und komplizierte narratologische Strukturen. Hauptthema bei Saluri ist zunächst die, nicht selten traumatisch erfahrene, Vergangenheit, später wandte er sich auch Problemen der Gegenwartsgesellschaft zu.
Der Schwerpunkt lag bei Saluri auf der psychologischen Erfassung, Bearbeitung und wenn möglich Verarbeitung der zurückliegenden Ereignisse. Dies kann auch Dimensionen einer Wahrheitssuche erlangen, wie es bei seinem ersten Drama Die Besucher (1974) der Fall war, in dem die Hauptperson die Umstände des Todes ihres Vaters in den Kriegsjahren herausbekommen will. Die Inszenierung dieses psychologischen Stückes ist als „Zusammenfassung und Schlussakt der Theatererneuerung“ in Estland, die nach dem Ende der Stalinzeit eingesetzt hatte, angesehen worden.
Andere Stücke von ihm griffen auch brisante Themen auf, wie zum Beispiel die Deportationen von 1949 in seinem Stück Abgang (1988), das auch in Litauen und Finnland auf die Bühne gebracht wurde. Im Finnischen Nationaltheater wurde es 1988 von Mati Unt inszeniert.
Auch in der späteren Prosa ließ die Vergangenheit Saluri nicht los. In Das Gedächtnis (1972), seiner bekanntesten Erzählung, steht die Erinnerung an die Nachkriegszeit im Zentrum, als die Sowjetmacht gegen die Waldbrüder kämpfte und ein kleines Kind Leidtragender der Auseinandersetzungen wird. In seinen späteren Erzählungen wird der Themenkreis jedoch erweitert und bezieht die aktuelle gesellschaftliche Situation mit ein. Es sind die hierdurch bedingten Krisen und inneren Zerrüttungen der Menschen, die nun ins Blickfeld des Autors geraten.
Im Zuge der Singenden Revolution und der Lockerung der Zensur kehrte Saluri auch wieder zur Vergangenheit zurück, wie das Drama Abgang zeigte. 1987 erschien in der Zeitschrift Looming eine Kurzgeschichte mit dem schlichten Titel 5.3.53 – und jeder von Saluris oder der älteren Generation in Estland, wusste, was damit gemeint war: Dies war der Todestag Stalins, Saluri beschreibt in der Novelle eindrücklich die beklemmende Situation der damaligen Zeit.
Saluri veröffentlichte zudem Theaterkritiken, schrieb populärwissenschaftliche Bücher für Kinder und übersetzte aus dem Russischen und Englischen.

## Preise
- 1973: Friedebert-Tuglas-Novellenpreis
- 1976: Smuul-Preis für Drama
- 1981: Smuul-Preis für Prosa
- 1981: Friedebert Tuglas-Preis
- 1988: Friedebert Tuglas-Preis
- 1988: Smuul-Preis für Drama
- 1988: Verdienter Schriftsteller der ESSR
- 2001: Orden des weißen Sterns, V. Klasse.

## Publikationen
- Mälu. (Das Gedächtnis) Novellen. Eesti Raamat, Tallinn  1972.
- Külalised. (Die Besucher) Drama. Perioodika, Tallinn 1974.
- Kõnelused. (Gespräche) Dramen und Kurzprosa. Eesti Raamat, Tallinn 1976.
- Kuidas. (Wie bitte) Kinderliteratur. Eesti Raamat, Tallinn 1977.
- Mees teab. (Ein Mann weiß) Erzählung. Perioodika, Tallinn 1979.
- Rebane räästa all. (Der Fuchs unter der Traufe) Dramen und Kurzprosa. Eesti Raamat, Tallinn 1979.
- Kala metsas. (Der Fisch im Wald) Erzählung. Perioodika, Tallinn 1981.
- Uksed lahti, uksed kinni. (Türen auf, Türen zu) Eesti Raamat, Tallinn 1981.
- Üks, kaks, ja korraga. (Achtung, fertig und hau ruck) Drei Erzählungen. Eesti Raamat, Tallinn 1983.
- Puusõda (Der Baumkrieg) Drei Erzählungen. Eesti Raamat 1985.
- Vaikne elu (Stilles Leben) Drama und Novellen. Eesti Raamat, Tallinn 1988.
- Minek. (Abgang) Drama. Eesti Raamat, Tallinn 1989.
- Koguja. (Der Sammler) Eesti Raamat, Tallinn 1990. (Textauswahl aus den Jahren 1967–1987.)
- Tobukesed. (Die Tölpel) Drei Schwänke. Perioodika, Tallinn 1995.
- Naised ja loomad. (Frauen und Tiere) Varrak, [Tallinn] 1996.
- Katked. (Miszellen) Perioodika, Tallinn 1999.

## Rezeption in Deutschland
Saluri ist im deutschsprachigen Raum nur marginal wahrgenommen worden und hat keine eigene Buchpublikation.
Am Rande von Überblicksartikeln zur estnischen Literatur wird er erwähnt. So konstatierte René Beermann, dass einige der estnischen Schriftsteller die Geschichte „so, ‚wie es wirklich gewesen war‘, darstellen“ wollten, und nannte als Beispiel Rein Saluri.
Einige seiner Erzählungen sind in Sammlungen erschienen, die in Estland verlegt worden sind. Dies betrifft die Erzählungen Der Sammler und Mein Vater. Die wichtige Erzählung Das Gedächtnis ist in einem Sammelband in der DDR erschienen: Das Gedächtnis.